# باتريك هارفي (لاعب اتحاد الرغبي)
باتريك هارفي (بالإنجليزية: Patrick Harvey)‏ هو لاعب اتحاد الرغبي نيوزيلندي، ولد في 3 أبريل 1880 في Rakaia ‏ في نيوزيلندا، وتوفي في 29 أكتوبر 1949 في كرايستشرش في نيوزيلندا.